# FXS
FXS (англ. Foreign Exchange Station или Subscriber) — голосовой интерфейс или порт, эмулирующий расширение интерфейса АТС, для подключения обычного аналогового телефона к мультиплексору, где используется порт FXO. Порт FXS используется также для подключения к АТС в сети оператора телефонной связи другой мини-АТС.
Схематично использование портов FXS и FXO можно представить так:
аналоговый телефон (FXO) <---> (FXS) мини-АТС (FXO) <---> (FXS) провайдер услуг телефонной связи
Таким образом, аббревиатура FXS применима к любому оборудованию, которое, с точки зрения телефона, является АТС. Например: шлюз VoIP, компьютер с платой подключения телефона и установленным ПО Asterisk.

## Принцип работы

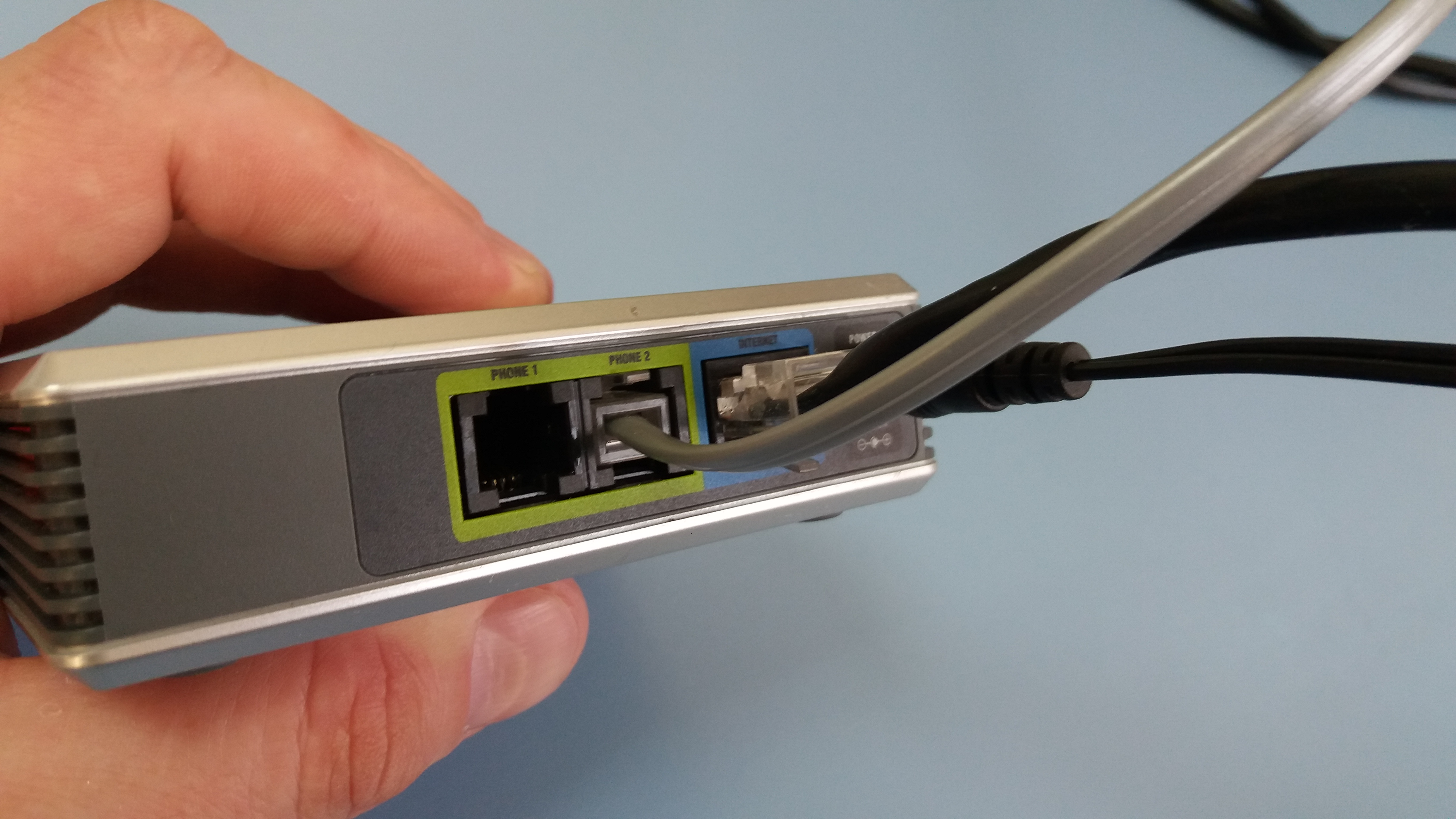
FXS шлюз Linksys PAP2T

На порт FXS подается постоянное напряжение около 50 В с аналоговой телефонной линии. Поэтому прикосновение к проводникам подключенной телефонной линии вызывает слабый «электрический удар». Отдельное питание телефонной линии позволяет осуществлять звонки даже при отсутствии напряжения в сети переменного тока.

FXS интерфейс эмулирует работу телефонной станции (АТС), к которому подключается обычный телефонный аппарат. Устройство с портом FXS обеспечивает:
- питание телефонного аппарата;
- определение поднятой или положенной трубки на телефонном аппарате или другом устройстве FXO;
- детектирование сигналов двухтонального набора, поступающих от оконечного устройства FXO, например, при нажатии клавиш на телефонном аппарате;
- формирование вызывного напряжения в линии (при поступлении входящего вызова).

FXS не может обеспечить набор номера в телефонной сети (например в ТфОП), так как у него нет соответствующего номеронабирателя. Эти функции выполняет порт FXO.